# Elisabeth Eybers

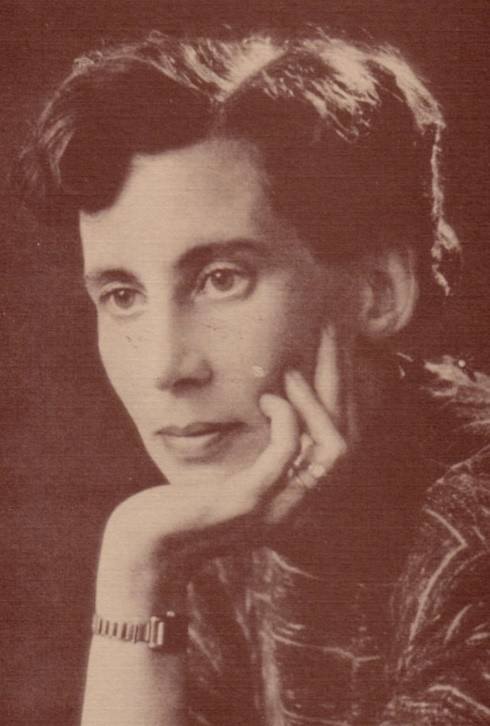
Elisabeth Eybers

Elisabeth Françoise Eybers (Klerksdorp, Transvaal, 26 februari 1915 – Amsterdam, 1 december 2007) was een Zuid-Afrikaans dichteres.
Ze woonde als kind in een West-Transvaalse stad. Haar vader was daar Nederduits-gereformeerd predikant en haar moeder was docente en hoofd van een middelbare meisjesschool. Eybers studeerde van 1932 tot 1936 moderne talen aan de Universiteit van de Witwatersrand in Johannesburg. Ze vestigde zich in 1961 in Amsterdam en nam de Nederlandse nationaliteit aan, maar bleef schrijven in het Afrikaans. Haar werk wordt gekenmerkt door humor, ironie en zelfspot. Als voorbeeld hiervan onderstaand gedicht uit 2006, geciteerd in haar overlijdensadvertentie:
Godsdienstigheid beweer
Die siel bly voortbestaan
Terwyl ek self begeer
Om grondig te vergaan
Eybers was na het overlijden van M. Vasalis en Ida Gerhardt de laatste nog levende van de drie grote naoorlogse dichteressen van Nederland. Zij ontving diverse onderscheidingen voor haar werk.
In Nederland onder meer de P.C. Hooft-prijs; zij was de eerste en tot nu toe enige auteur die deze prijs won voor werk in een andere taal. Haar dankwoord na ontvangst van de prijs: "Ek (wil) my innige dank uitspreek teenoor die Nederlandse lesers wat my en my taal so ruimhartig aanvaar, als 't ware in weerwil van die wydverspreide opvatting dat alles wat deur afkoms of assosiasie met Suid-Afrika te make het, verfoeilik moet wees".

## Prijzen

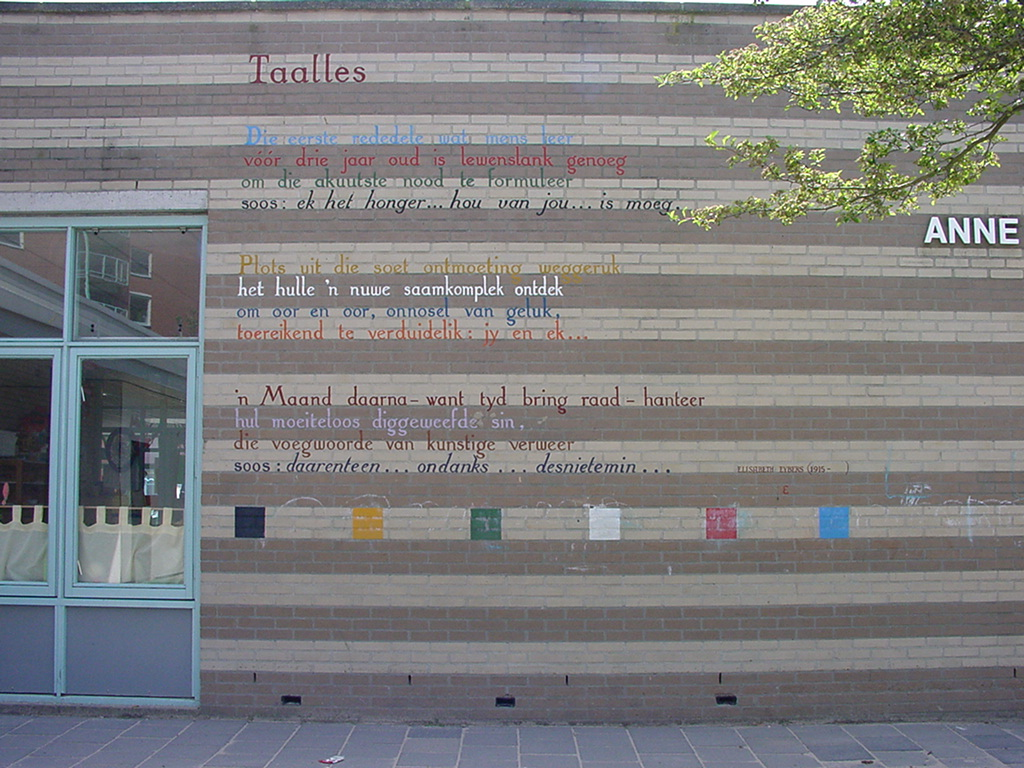
Taalles van Elisabeth Eybers als muurgedicht in Leiden

- 1943 - Hertzogprijs voor poëzie voor Belydenis in die skemering en Die stil avontuur
- 1961 - Hertzogprijs voor vertalingen
- 1971 - Hertzogprijs voor poëzie voor Onderdak
- 1972 - Eredoctoraat in de letteren aan de Universiteit van de Witwatersrand
- 1973 - C.N.A.-prijs voor Kruis of munt
- 1974 - Herman Gorterprijs voor Kruis of munt
- 1978 - C.N.A.-prijs voor Einder
- 1978 - Constantijn Huygensprijs voor haar gehele oeuvre
- 1991 - P.C. Hooft-prijs voor haar gehele oeuvre